# Robert Špehar
Robert Špehar (Osijek, República Socialista de Croacia, República Federal Socialista de Yugoslavia, 1 de febrero de 1970) fue un futbolista croata. Jugaba de delantero y puso fin a su carrera de futbolista el año 2005.
Comenzó su carrera en el club croata NK Osijek, desde donde fue transferido al FC Brujas de Bélgica donde fue el máximo goleador en 1997, destaca también su paso por el AS Monaco francés, el Sporting de Lisboa y el Galatasaray de Turquía. Fue dos veces máximo goleador en la Liga de Croacia en 1995 y 2004 con el NK Osijek.
Fue internacional con la Selección de fútbol de Croacia en 8 oportunidades entre 1992 y 1996, todos ellos en juegos amistosos, convirtiendo en una ocasión.

## Clubes
| Temporada | Club               | Liga                         | P.J. | Goles |
| --------- | ------------------ | ---------------------------- | ---- | ----- |
| 1988-89   | NK Osijek          | Primera Liga de Yugoslavia   | 2    | 0     |
| 1989-90   | NK Osijek          | Primera Liga de Yugoslavia   | 8    | 0     |
| 1990-91   | NK Osijek          | Primera Liga de Yugoslavia   | 14   | 1     |
| 1992      | NK Osijek          | Prva HNL                     | 19   | 9     |
| 1992-93   | NK Osijek          | Prva HNL                     | 10   | 4     |
| 1992-93   | NK Zagreb          | Prva HNL                     | 14   | 9     |
| 1993-94   | NK Zagreb          | Prva HNL                     | 32   | 18    |
| 1994-95   | NK Osijek          | Prva HNL                     | 26   | 23    |
| 1995-96   | Club Brugge        | Primera División de Bélgica  | 22   | 11    |
| 1996-97   | Club Brugge        | Primera División de Bélgica  | 27   | 26    |
| 1997-98   | AS Monaco          | Ligue 1                      | 13   | 3     |
| 1998-99   | AS Monaco          | Ligue 1                      | 14   | 3     |
| 1999-00   | Hellas Verona      | Serie A                      | 3    | 0     |
| 2000-01   | Sporting de Lisboa | Primera División de Portugal | 9    | 5     |
| 2001-02   | Sporting de Lisboa | Primera División de Portugal | 2    | 0     |
| 2001-02   | Galatasaray        | Superliga de Turquía         | 1    | 0     |
| 2001-02   | Standard Liège     | Primera División de Bélgica  | 10   | 3     |
| 2002-03   | NK Osijek          | Prva HNL                     | 27   | 18    |
| 2004-05   | Omonia Nicosia     | Primera División de Chipre   | 7    | 3     |

### Distinciones individuales
- máximo goleador Prva HNL: 2 (1994–95, 2002–03)
- máximo goleador Liga belga de fútbol: 1 (1996–97)
- Mejor jugador liga croata: 1995